# 1893 год в литературе

## Книги
- «Гуттаперчевый мальчик» — повесть Д. В. Григоровича.
- «Малыш» — произведение Жюля Верна.
- «На Луне» — фантастическая повесть Константина Циолковского.
- «Пелеас и Мелисанда» — пьеса Мориса Метерлинка.
- «Рассказ неизвестного человека» — первая публикация повести А. П. Чехова.
- «Серая шейка» — рассказ русского писателя Д. Н. Мамина-Сибиряка.
- «Телени, или Оборотная сторона медали» — анонимный английский роман, созданный предположительно под руководством Оскара Уайльда.
- «Царство Божие внутри вас» — трактат Льва Толстого.

## Персоналии

### Родились
- 22 января –  Михал Мареш, чехословацкий прозаик и поэт (умер в 1971)
- 26 февраля — Луция Замайч, латышская писательница и поэтесса (умерла в 1965).
- 12 марта — Гилка Мачадо, бразильская поэтесса-символистка, писательница (умерла в 1980).
- 7 апреля — Эльза Сойни, финская писательница, драматург, сценарист (умерла в 1952).
- 7 июля — Владимир Владимирович Маяковский, русский советский поэт (умер в 1930).
- 4 августа — Оге Том Кристенсен, датский писатель, поэт и литературный критик (умер в 1974).
- 10 августа — Прежихов Воранц, словенский писатель и политический деятель (умер в 1950).
- 20 августа — Витаутас Бичюнас, литовский критик, драматург, режиссёр, прозаик, художник (умер в 1945).
- 16 сентября –  Хагар Ульсон, финская писательница (умерла в 1978).
- 10 (22) сентября — Алексей Фёдорович Лосев, русский философ и филолог Эшки Мир-заде
- 12 ноября — Александр Вячеславович Ульянинский, русский и советский писатель, драматург (умер в 1972).
- 11 декабря — Эшки Мир-заде, персидский поэт, прозаик и драматург (умер в 1924).
- 13 декабря — Кларк Эштон Смит, американский писатель (умер в 1961).

### Умерли
- 8 января — Генри Хоули Смарт, английский писатель (род. в 1833).
- 31 января — Франц Венцеслав Ержабек, чешский драматург (родился в 1836).
- 4 февраля — Консепсион Ареналь, испанская писательница, поэтесса, юрист, журналист, драматург (род. в 1820).
- 14 февраля — Гюстав Шадейль, французский писатель (родился в 1821).
- 17 марта — Людевит Фаркаш, хорватский и иллирийский писатель, поэт, драматург (род. в 1813).
- 3 апреля — Элихио Анкона, мексиканский писатель (род. в 1835).
- 6 июля — Ги де Мопассан, французский писатель (родился в 1850).
- 8 сентября — Мишель Ленц, поэт, автор текста гимна Люксембурга «Ons Hémécht» (родился в 1820).
- 8 октября — Алексей Николаевич Плещеев, русский писатель, поэт, переводчик (родился в 1826).
- 1 ноября — Жозе Эжен Боннемер, французский историк и писатель (родился в 1813).